# Republica Sovietică a Donului
Republica Sovietică a Donului (în rusă Донская советская республика, transliterat: Donskaia Sovețkaia Respublika) a fost o republică sovietică de scurtă durată a Republicii Socialiste Federative Sovietice Ruse care a existat în perioada martie-mai 1918.
Noua republică, ce revendica întreg teritoriul Regiunii Armatei Donului, a fost proclamată după retragerea Armatei Albe din regiune, dar a fost răsturnată în urma răscoalei cazacilor de pe Don și a înaintării trupelor germane în regiune ca urmare a Tratatului de la Brest-Litovsk. Republica Donului, proclamată de pe cazacii albi de pe Don, a ocupat teritoriul Republicii Sovietice a Donului.

## Istoric
Republica Sovietică a Donului a fost proclamată la 23 martie 1918 după alungarea din zonă de către forțele militare bolșevice a armatei cazacilor de pe Don condusă de atamanul Aleksei Kaledin și a militarilor contrarevoluționari din Armata Voluntarilor. Noua republică sovietică avea capitala în orașul Rostov-pe-Don și a revendicat stăpânirea asupra regiunii Armatei Donului și a unor părți din gubernia Ekaterinoslav. Conducătorii revoluționari au sperat să obțină sprijinul cazacilor locali pentru a înfrânge trupele germane și opoziția culacilor. Un congres regional al sovietelor, care s-a desfășurat la Rostov-pe-Don între 9 și 14 aprilie, a ales un Comitet Executiv Central (CEC) al republicii, format din 26 de revoluționari bolșevici și 24 de revoluționari socialiști de stânga și condus de Vladmir Kovaliov (1883-1919). Comitetul Executiv Central a format, la rândul său, un consiliu al comisarilor poporului (Sovnarkom), condus de cazacul bolșevic Feodor Podtiolkov (1886-1918), membru al Comitetului Militar Revoluționar. Apărarea militară a noii republici a fost încredințată unui comandament militar extraordinar condus de revoluționarul Sergo Ordjonikidze (1886-1937).
Rechiziționarea alimentelor și executarea celor suspectați a fi „contrarevoluționari” a determinat pierderea sprijinului maselor populare. În aprilie a început o răscoală generală a cazacilor de pe Don, iar la 1 mai trupele germane au pătruns pe teritoriul noii republici, ca urmare a prevederilor Tratatului de la Brest-Litovsk. Cazacii de pe Don conduși de generalul ataman Piotr Krasnov au capturat orașul Rostov-pe-Don, care a fost apoi ocupat de trupele germane la 6 mai. Conducătorii republicii s-au refugiat la Țarițîn, dar Podtiolkov a fost capturat și executat de către cazacii de pe Don. Republica Donului a preluat apoi controlul asupra teritoriului Republicii Sovietice a Donului. Cu toate acestea, Republica Sovietică a Donului a fost desființată oficial de guvernul sovietic abia în luna septembrie, deoarece conducătorii săi au rămas la Țarițîn.